# Philautus jerdonii
Philautus jerdonii és una espècie de granota que es troba a l'Índia i, possiblement també, al Nepal.